# Burt Glinn
Burt Glinn (Pittsburgh, Pensilvania, Estados Unidos, 23 de julio de 1925 - 9 de abril de 2008) fue un fotógrafo estadounidense.
Estudió Literatura en Harvard, trabajó en la revista Life y posteriormente entró a formar parte de la agencia Magnum. Fue un importante retratista y reportero político durante la guerra fría. Entre sus trabajos más conocidos se encuentran las fotos de la entrada en La Habana de Fidel Castro en 1959 y la foto a Nikita Jrushchov en su visita al memorial de Lincoln en Washington, también en 1959.
Murió en 2008 víctima de una neumonía.